# Buckland in the Moor
Buckland in the Moor – wieś w Anglii, w hrabstwie Devon, w dystrykcie Teignbridge. Buckland in the Moor jest wspomniana w Domesday Book (1086) jako Bochelande/Bochelanda.